# Bataille du Margus

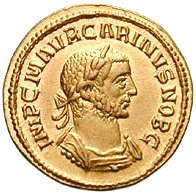
Carin

La bataille du Margus eut lieu en août ou septembre 285 près de Margus en Mésie (aujourd'hui Požarevac en Serbie), sur les rives du Margus (l'actuelle Morava). Elle opposa les armées des empereurs romains rivaux Dioclétien et Carin.

## Contexte historique
En 282, lorsque l'empereur Carus accéda au pouvoir, il éleva ses deux fils Carin et Numérien à la dignité de César. À la mort de Carus (25 décembre 283), Carin, désigné par son père comme son successeur, devint empereur. Mais Numérien fut proclamé empereur par les soldats de l'armée d'Orient. Il reçut l'appui de Dioclétien, le chef de la garde impériale. 
En 284, Numérien, peut-être empoisonné, fut retrouvé mort par ses généraux. Dioclétien fut à son tour acclamé comme empereur par l'armée d'Orient. Immédiatement, ce fut la guerre entre Carin et Dioclétien. 
En Italie du Nord, Julianus (Julien de Pannonie) avait été à son tour proclamé empereur par ses soldats. Carin marcha contre lui et le vainquit près de Vérone au début de l'année 285. Puis il marcha contre Dioclétien.

## La bataille
Carin rencontra les troupes de Dioclétien non loin de Viminacium, la capitale de la Mésie supérieure, près de la rivière Margus, à proximité de la ville du même nom (aujourd'hui Požarevac). 
Selon l'historien romain Aurelius Victor, hostile à Carin, l'empereur remporta la victoire mais fut assassiné par un de ses officiers dont il avait séduit la femme. L'historien Eutrope affirme quant à lui que Carin fut simplement abandonné par ses soldats : on sait en effet que Dioclétien maintint dans sa fonction le préfet du prétoire de Carin, le consul Aurelius Aristobulus. Ce maintien pourrait alors récompenser une trahison, car non seulement Aristobulus conserva son consulat et la préfecture du Prétoire, mais il devint aussi  proconsul de la province d'Afrique et préfet de la Ville.